# NGC 1127
NGC 1127 è una lontana galassia a spirale barrata circondata da un anello, situata nella costellazione dell'Ariete, a una distanza di circa 460 milioni di anni luce dalla nostra Via Lattea.

## Scoperta
La galassia è stata scoperta il 2 dicembre 1863 dall'astronomo tedesco Albert Marth.

## Descrizione
NGC 1127 ha una classe di luminosità I-II e presenta una larga riga a 21 cm dell'idrogeno neutro.